# Gorch Fock (schip, 1958)
De Gorch Fock is een opleidingsschip van de Duitse marine. De Gorch Fock staat onder het commando van de marineacademie Mürwik (Marineschule Mürwik) in Flensburg-Mürwik. Thuishaven is Kiel. Het schip is gebouwd als een kopie van de oorspronkelijke in de jaren 30 gebouwde Gorch Fockklasse van schepen.
Nadat de Duitse marine na de Tweede Wereldoorlog al haar opleidingsschepen was kwijtgeraakt (de opleidingsschepen van voor de oorlog waren in beslag genomen door de geallieerden), besloot de marine in 1957 de opdracht voor een nieuw opleidingsschip aan de bouwer van de beroemde vooroorlogse schepen: Blohm & Voss te gunnen.
Het schip werd een moderne en enigszins gewijzigde kopie van de Albert Leo Schlageter (tegenwoordig de Portugese Sagres II) en Horst Wessel (nu USCGC Eagle) maar werd "Gorch Fock" (pseudoniem van de Duitse dichter en schrijver Johann Wilhelm Kinau) gedoopt naar het eerste opleidingsschip van de Gorch Fockklasse. Dat schip diende in 1958 als opleidingsschip voor de USSR marine met de naam Tovarich.
Het schip is getuigd als driemastbark. De schepen van de Gorch Fockklasse waren ontworpen als zeer veilige schepen. Hun oprichtend koppel is groot genoeg om het schip zelfs bij bijna 90° slagzij weer recht te laten komen. Na het noodlottige zinken van de Pamir in 1957 werden extra maatregelen genomen met speciale aandacht voor reddingsuitrusting en reddingsboten. De Gorch Fock heeft vijfmaal de Boston Teapot Trophy gewonnen.

## Renovatie
Het schip werd in december 2015 in het droogdok bij de Elsflether Werft in Elsfleth droog gezet voor een grondige onderhoudsbeurt. De kosten werden toen nog geschat op 9,6 miljoen euro. In januari 2016 verhuisde het schip naar een drijvend dok bij de Bredo-Werft in Bremerhaven. Met het schip bleek zoveel mis dat de begroting steeds moest worden bijgesteld. In oktober 2016 waren de kosten al opgelopen tot 35 miljoen euro, in januari 2017 tot 75 miljoen. Inmiddels zijn er dan al zoveel onderdelen nieuw gemaakt, dat het afbreken van het project een grote kapitaalvernietiging zou betekenen. Dus werd verder gebouwd, in de hoop dat het schip uiteindelijk weer zeewaardig wordt. De opleiding van officieren werd naar het zusterschip Mircea verplaatst. De werf moest in het voorjaar van 2019 echter uitstel van betaling aanvragen. De Duitse minister van defensie Von der Leyen (CDU) stelde dat ze de Gorch Fock niet tot elke prijs wilde laten saneren en als het de werf niet lukt om het werk voor 135 miljoen euro af te krijgen en het schip in 2020 weer zeewaardig oplevert, moest de Gorch Fock maar een museumschip worden.
Korte tijd later bleek uit een nieuw onderzoek,  dat het afmaken van de grote onderhoudsbeurt toch de minst slechte oplossing van de crisis was. In 2021 was de renovatie voltooid,  en werd de Gorch Fock weer als marine-opleidingsschip in gebruik genomen.

## Technische gegevens
- tonnage: 1.332 bruto
- waterverplaatsing: 2006 ton
- lengte: 89,3 m over alles
- breedte: 12 m
- diepgang: 5,3 m
- masthoogte boven water: 45 m
- zeiloppervlak: 2.037 m²
- MMSI: 211210280
- IMO: 5133644
- Call sign: DRAX

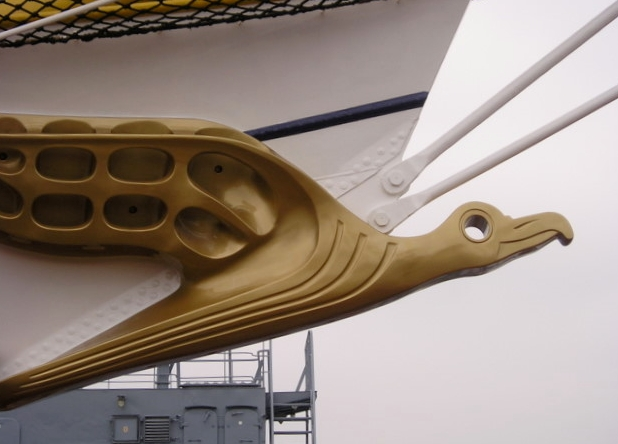
Boegbeeld van de Gorch Fock
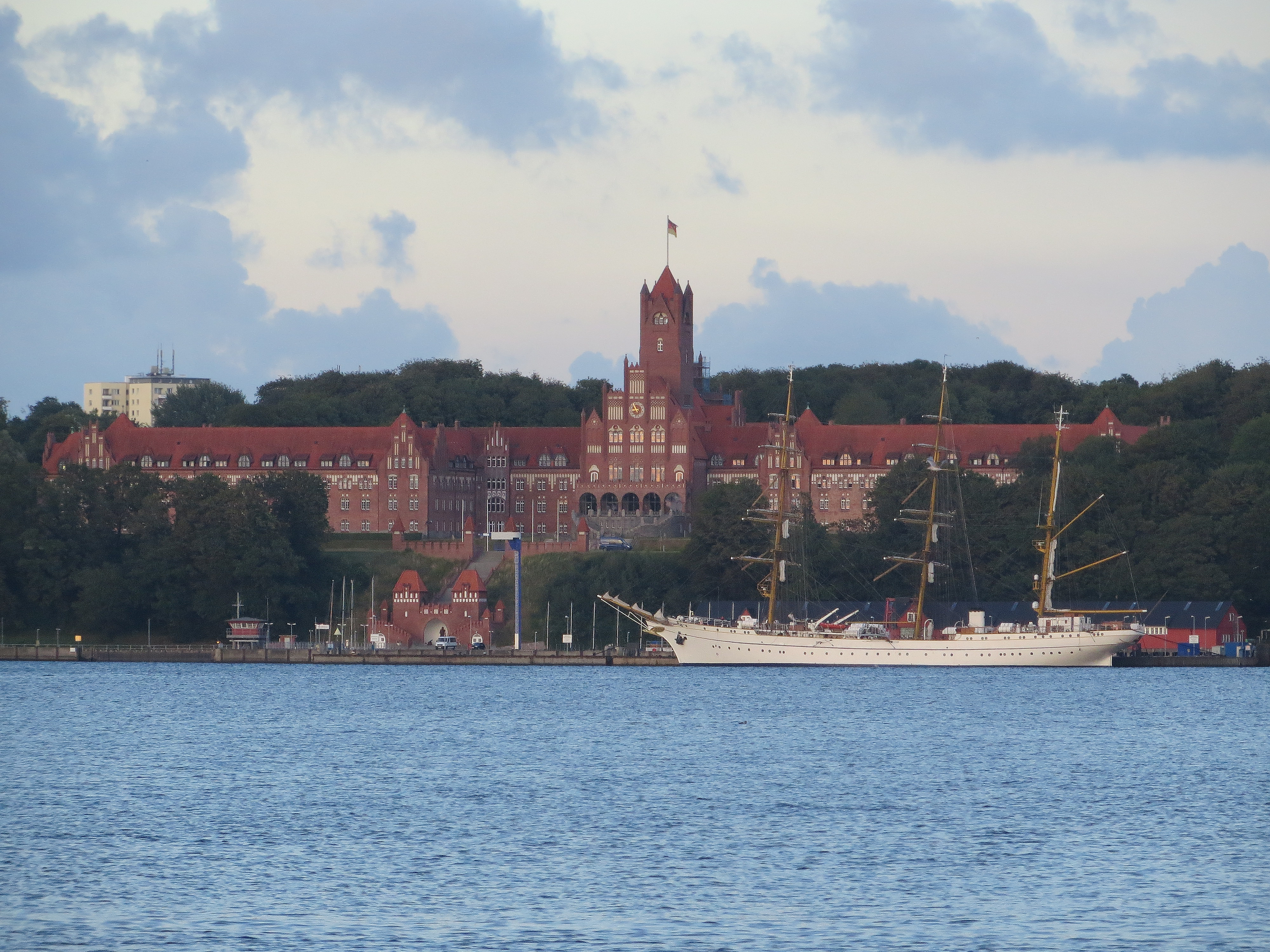
Gorch Fock aan de pier van de marineacademie Mürwik in Flensburg-Mürwik
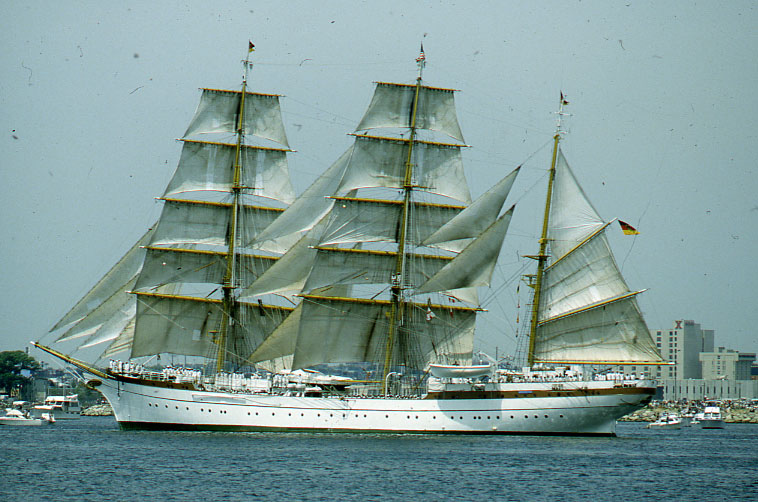
Gorch Fock in Boston (1980)
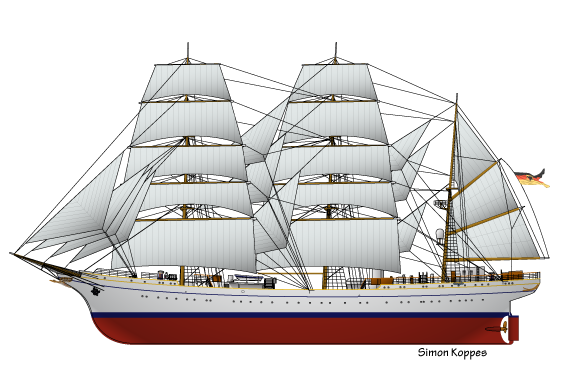
Lijntekening van de Gorch Fock